# پاول کلیتون
پاول کلیتون (به انگلیسی: Powell Clayton) سناتور سابق عضو حزب جمهوری‌خواه ایالات متحده آمریکا بود. وی در سال ۱۸۷۱ تا ۱۸۷۷ میلادی سناتور ایالت آرکانزاس در سنای ایالات متحده آمریکا بود.